# Rhabditis synpapillata
Rhabditis synpapillata is een rondwormensoort uit de familie van de Rhabditidae. De wetenschappelijke naam van de soort is voor het eerst geldig gepubliceerd in 1985 door Sudhaus.